# Katzelsdorf
Katzelsdorf è un comune austriaco di 3 243 abitanti nel distretto di Wiener Neustadt-Land, in Bassa Austria. Nel 1888 ha inglobato il comune soppresso di Eichbüchl.

## Monumenti e luoghi d'interesse
- Castello di Katzelsdorf. nel centro abitato
- Castel Eichbüchl, nella frazione di Eichbüchl